# 星野有
星野 有（ほしの ゆたか、1965年9月3日 - ）は、日本の陸上競技選手。群馬県出身。群馬県立中之条高等学校、筑波大学卒業。元800m・1500m日本高校記録保持者。

## 略歴
1981年4月、群馬県立中之条高等学校に入学。同年、第36回国民体育大会（びわこ国体）少年B 3000mで大会新記録で優勝。1982年、鹿児島インターハイで1500mに出場し3分54秒6で高2ながら優勝した。1983年、愛知インターハイで、1500mに3分51秒9の大会新記録を樹立して二連覇。800mでは絶対の優勝候補だったが、1分51秒3で2着に終わる。1983年8月28日、埼玉県上尾市で開催された関東陸上競技選手権1500mで3分48秒6の高校新記録を樹立(1500mの高校記録は同年9月17日のニッカンナイター陸上において、中原誠（世羅高校）によって3分47秒77に更新される)。1983年10月7日、群馬県前橋市の敷島公園陸上競技場で開催された第38回国民体育大会（あかぎ国体）で少年A 800mに出場。地元の大歓声を受け、1分49秒97の高校新記録を樹立して優勝を果たした。同大会では最終聖火ランナーを果たした。
1984年4月、筑波大学に入学。同年、第39回国民体育大会（わかくさ国体）成年男子B 800mに出場し、1分54秒97で優勝。1985年、第40回国民体育大会（わかとり国体）国民体育大会成年男子B 800mに出場し、1分51秒56で2連覇。同年、ユニバーシアード神戸大会に出場。1987年、第71回日本選手権800mに出場し、1分49秒64で優勝。同年、7月22日、800mで1分49秒53をマークした。箱根駅伝には87年最終走者としてシード入りを果たす。翌年88年は主将・第1区走者として出場。
大学卒業後は、群馬県立高校教員として後進の指導にあたっている。現在は、長野原高校で陸上部顧問を務める。